# De pestkopjes
De pestkopjes is het 107ste stripverhaal van Jommeke. De reeks wordt getekend door striptekenaar Jef Nys.

## Verhaal
Mic Mac Jampudding heeft Jommeke en zijn vrienden gealarmeerd. In het dorpje, vlak bij het kasteel van Jampudding, gebeuren zonderlinge dingen. Het lijkt wel hekserij: melk die groen uitslaat, schapen die plots hun vacht verliezen, met graffiti bespoten vee en de dorpelingen die doodsbedreigingen ontvangen. Jommeke en Filiberke trekken in het holst van de nacht met een oude legertent naar de gevarenzone. Diezelfde nacht ziet Jommeke een kleine gedaante in de duisternis bewegen. Hij besluit op klaarlichte dag het onderzoek voort te zetten.
Ze vinden een verborgen stad waarvan de inwoners dwergen zijn. Jommeke en Filiberke worden opgesloten, nadien moeten ze gedwongen werken. Flip wordt gemarteld. Wanneer er een hevige aardbeving ontstaat, proberen ze te ontsnappen maar dit mislukt. Flip kan echter wel ontsnappen. Vervolgens kan hij professor Gobelijn en de Miekes verwittigen. Doch deze worden ook op hun beurt gevangengenomen. De ontploffingen, bij het ontginnen van het gesteente, dreigt de verborgen stad te vernietigen. Gobelijn, samen met een grotonderzoeker, kan bekomen dat de werkzaamheden stopgezet worden. De verborgen stad is gered. De dwergen zijn daar zeer dankbaar voor.
Nu mogen Jommeke en zijn vrienden terug huiswaarts keren.

## Achtergronden bij het verhaal
- Later komen de pestkopjes nog eens voor in het album De hellestokers.